# 8556 Jana
8556 Jana eller 1995 NB är en asteroid i huvudbältet som upptäcktes den 7 juli 1995 av den tjeckiska astronomen Zdeněk Moravec vid Kleť-observatoriet. Den är uppkallad efter upptäckarens fru, Jana Moravcová.
Asteroiden har en diameter på ungefär 7 kilometer.